# Gymnosophist

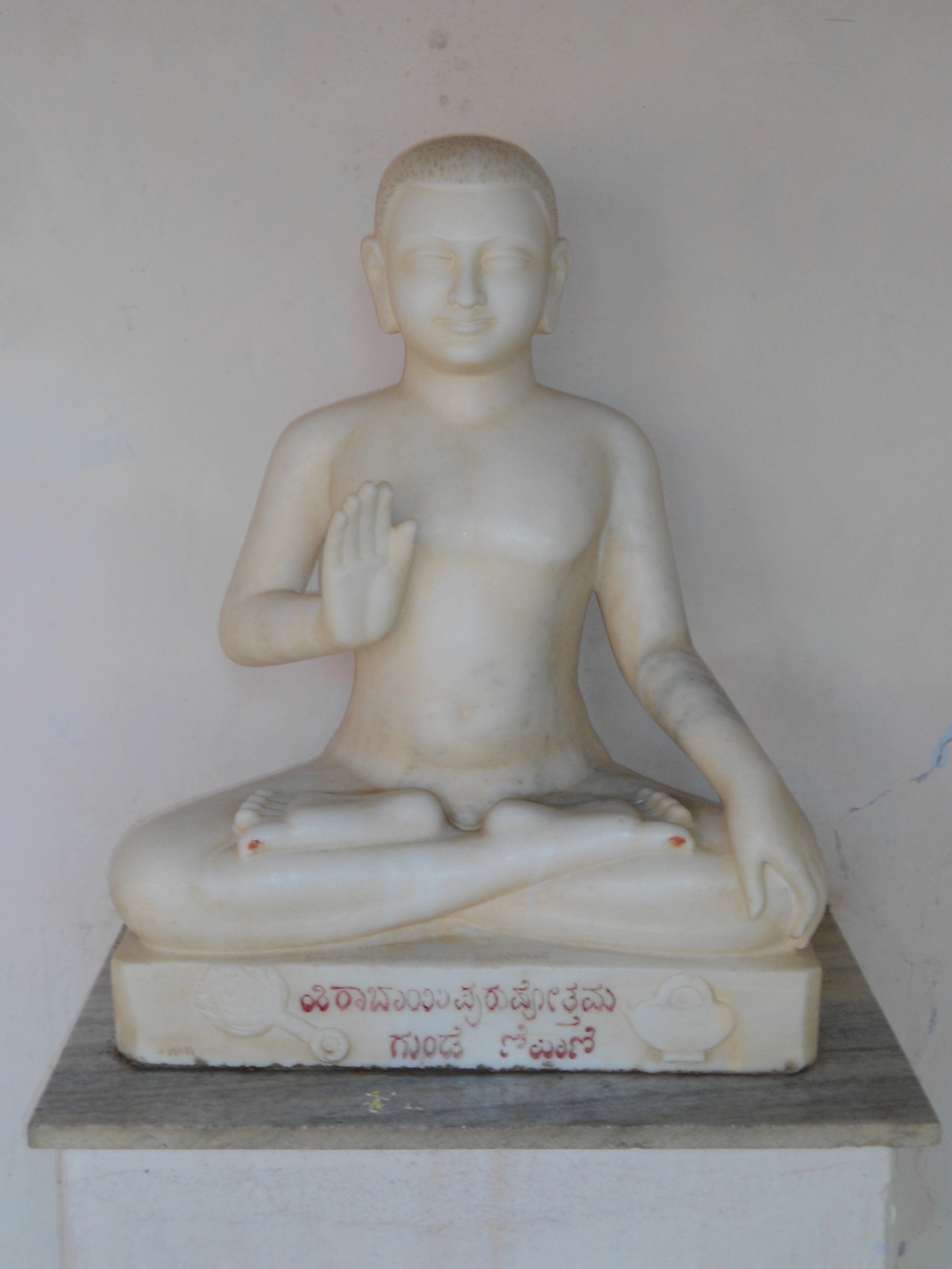
Indischer Acharya

Als Gymnosophisten (gebildet aus altgriechisch γυμνός gymnós ‚nackt‘ und σοφία sophía ‚Weisheit‘: γυμνοσοφισταί ‚nackte Weise, nackte Gaukler‘) bezeichneten die Griechen indische Asketen, denen der makedonische König Alexander der Große während seines Feldzugs nach Indien in den 320er Jahren v. Chr. begegnete. Die Begegnung mit den Gymnosophisten faszinierte viele Alexanderhistoriker und wurde in der griechischen und römischen Antike immer wieder thematisiert. Im Rahmen der legendarischen Tradition zu Alexander im Alexanderroman wurde die Geschichte auch im europäischen, arabischen und persischen Mittelalter verbreitet. Über die Gymnosophisten begegneten die Hellenen der Indischen Philosophie und setzten sich intensiv mit ihr auseinander. Namentlich bekannte Gymnosophisten sind Dandamis, der als der Anführer der Gruppe von Gymnosophisten erscheint, die Alexander traf, und Kalanos, der Alexander mehrere Jahre auf seinem Zug begleitete, bis er sich spektakulär selbst verbrannte.

## Ablauf der Begegnung
In den antiken Quellen gibt es mehrere Versionen über den Ablauf der Begegnung der Makedonen mit den Gymnosophisten. Dabei sind zwei Gruppen von Berichten zu unterscheiden: Einige gehen auf Begleiter Alexanders zurück und wurden von antiken Alexanderhistorikern im Rahmen ihrer historiografischen Werke weiterverarbeitet. Andere gehen auf die Tradition des Alexanderromans zurück, eher romanhafte Biographien Alexanders, die wenig zwischen Fakten und Legenden unterschieden.

### Alexanderhistoriker
Eine der Versionen geht auf Onesikritos zurück, einen makedonischen General, der Alexander auf seinem Feldzug begleitete. Demzufolge sandte Alexander Onesikritos zu den Gymnosophisten, weil diese sich weigerten, Alexanders Einladung zu folgen, da es für sie üblich war, dass andere zu ihnen kamen, wenn sie etwas wissen oder an ihren Aktivitäten und Weisheiten teilhaben wollten. Alexander fand es unpassend, persönlich zu den Gymnosophisten zu gehen, und wollte sie auch nicht entgegen ihren Bräuchen dazu zwingen, zu ihm zu kommen. Circa 20 Stadien (5 Kilometer) von Taxila entfernt habe Onesikritos 15 Gymnosophisten angetroffen, die sich nackt in verschiedenen Körperhaltungen in der glühenden Sonne aufhielten. Der Gymnosophist Kalanos habe ihn aufgefordert, sich ebenfalls zu entkleiden, wenn er denn an der Weisheit und den Gesprächen der Gymnosophisten teilhaben wolle. Dandamis, der älteste vor Ort, habe jedoch interveniert und sich mit Onesikritos auf ein Gespräch über die eigenen Ansichten sowie die Lehren von Pythagoras, Sokrates und Diogenes eingelassen.
Arrian, der meist dem Bericht des hohen Offiziers Ptolemaios folgt, an dieser Stelle aber auch selbst auf Megasthenes als Quelle verweist, berichtet die Geschichte etwas anders. Danach habe Alexander die Gymnosophisten selbst getroffen. Beeindruckt von ihrer Selbstbeherrschung, wollte er, dass einer der Männer ihn auf seinem Feldzug begleitete. Dies wies Dandamis, der Alexander gegenüber sehr forsch auftrat, jedoch zurück. Kalanos jedoch habe sich gegen den Willen seiner Gruppe trotzdem Alexander angeschlossen. Er begleitete Alexander bis zurück nach Persien. Dort wurde er krank und beschloss daraufhin, seinem Leben ein Ende zu setzen. Seine Selbstverbrennung, die er ohne zu zögern durchsetzte und vollzog, machte großen Eindruck auf die Makedonen.
Aristobulos von Kassandreia, ein weiterer Begleiter Alexanders, der seine Erfahrungen niederschrieb, beschreibt zwei Brahmanen, die mit Schülern in der Stadt Taxila gelebt hätten. Sie hätten den größten Teil der Zeit auf dem Marktplatz verbracht, wo sie als Ratgeber geehrt wurden und wo sie sich von den Waren nehmen konnten, was sie wollten. Sie demonstrierten ihr Durchhaltevermögen durch verschiedene Übungen. Der Ältere begleitete schließlich den Alexanderzug noch bis an sein Ende.

### Alexanderroman
Weitere Varianten wurden durch den Alexanderroman kolportiert, der insbesondere in der Spätantike und im Mittelalter sehr populär war und viele ähnliche, aber in Details unterschiedliche Versionen der Gymnosophisten-Geschichte hervorbrachte. In der Tradition des Alexanderromans werden zwei Geschichten erzählt, die im Kontext von Alexanders Krieg gegen die Maller und Oxydraker stehen, kriegerischen indischen Völkern. Laut der Romantradition raten die Gymnosophisten dem König der Maller, Sambus oder Sabbas, zum Kampf gegen Alexander. In der Folge erobert Alexander die Stadt der Maller, wobei er schwer verwundet wird. Im Anschluss ergeben sich die beiden unterschiedlichen Unterredungen Alexanders mit den Gymnosophisten. Sowohl der Krieg gegen die Maller als auch die Verwundung Alexanders sind historisch verbürgt; wie viel historische Wahrheit die Gespräche Alexanders mit den Gymnosophisten enthält, ist äußerst schwierig festzustellen.
Die eine Version, die unter anderem von Plutarch wiedergegeben wird, berichtet von einer persönlichen Unterredung Alexanders mit den Gymnosophisten, bei der Alexander ihre Weisheit in einem Rätselspiel getestet habe. Da sie vorher Sabbas unterstützt hatten, bedrohte Alexander sie mit dem Tode, sollten sie auf eine seiner Fragen keine korrekte Antwort wissen. Im Anschluss stellt er eine Reihe von Rätselfragen, beispielsweise, ob die Zahl der Lebenden oder der Toten größer sei. Die korrekte Antwort der Gymnosophisten lautet: Die Zahl der Lebenden ist größer, da Tote nicht sind.
Im anderen Teil der Geschichte, die im Alexanderroman formuliert wird, bekommt Alexander zunächst einen Brief von den Gymnosophisten, die ihn auffordern, sie nicht zu bekämpfen. Sie beschreiben sich selbst als nackte Philosophen, die sich dank göttlicher Vorsehung dem Streben nach Weisheit verschrieben haben. Nach der Eroberung der Stadt der Maller trifft Alexander dann Dandamis, den Anführer der Gymnosophisten, der ihm die Lebensweise der Gemeinschaft erklärt. Die Asketen besitzen nichts außer dem, was ihnen die Natur direkt gibt: die Erde, Früchte, Bäume, Tageslicht, Sonne, Mond, Sterne und Wasser. Sie ernähren sich von den Früchten der Bäume und dem Wasser des Euphrat. Sie haben Frauen und sind angehalten, jeweils zwei Kinder zu zeugen. Nach der Unterredung gibt ihm Alexander Gold, Brot, Wein und Olivenöl. Dandamis antwortet: „Diese Dinge sind für uns nutzlos. Aber damit wir nicht stolz erscheinen, werden wir das Öl akzeptieren.“ Daraufhin baut Dandamis einen Holzhaufen, den er anzündet. Vor Alexanders Augen schüttet er dann das Öl ins Feuer.

## Historizität